# La Redención (película)
La Redención es una película paraguaya, ambientada en la Guerra del Chaco, y rodada en el departamento de Caaguazú, durante el año 2017. Es el segundo largometraje de ficción dirigido por Hérib Godoy, luego del éxito de Latas Vacías (2014). Se estrenó el 31 de mayo de 2018 en cines de Paraguay, con distribución de LIFE Films para Fox.

## Sinopsis
Don José Villalba, un excombatiente de la Guerra del Chaco (1932-1935) y enfermo terminal, recibe la visita de Marlene, la nieta de un ex camarada. Juntos emprenden un viaje lleno de recuerdos para dar con el paradero del abuelo de Marlene, que fuera camarada de Villalba en la histórica contienda bélica. Descubren historias, desentierran el pasado y encuentran juntos “La Redención”.

## Producción
Con guion de Néstor Amarilla Ojeda (Latas Vacías), y producción de Aline Moscato; “La Redención” está protagonizada por Juan Carlos Notari y Lali González (7 cajas); y cuenta también con las actuaciones destacadas de Ramón del Río (Hamaca Paraguaya), Emilio Barreto (Guaraní), José Barrios, Sergio Cardozo, Mauro Acosta, Blas Filártiga, Aníbal Ortiz (Latas Vacías), entre otros.
La fanpage de la película se lanzó a comienzos de enero de 2017.
El rodaje se inició en Coronel Oviedo, el 16 de enero de 2017, en el distrito de Espinillo. El día anterior, en la Casa de la Cultura se celebró un brindis de bienvenida al elenco artístico y al equipo técnico, y la producción de la película firmó un convenio de cooperación cultural con la Municipalidad de la ciudad.
El rodaje en la ciudad de Coronel Oviedo y otras locaciones del departamento de Caaguazú culminaron el 26 de enero de 2017, tras once jornadas de grabación, que recrearon la parte de la historia que se ambienta en el año 1991. Las últimas diez escenas, que se ambientarán en batallas de la Guerra del Chaco, en el año 1933, está previsto que sean grabadas en el territorio chaqueño donde ocurrió el histórico conflicto bélico.
El 18 de febrero de 2017 fue publicado el primer video del detrás de cámaras de la primera etapa de rodaje, a través de la fanpage de la película, que supera las 5 mil reproducciones. En junio de 2017 se lanzó su primer teaser, mientras que el tráiler se reveló el 12 de abril de 2018, rondando más de 100 mil reproducciones en redes sociales.
Godoy ya abordó la Guerra del Chaco en su cortometraje "Guerra re" (2006).

## Taquilla
Según cifras de Ultracine, la película paraguaya se estrenó el 31 de mayo de 2018 en segundo lugar, con 596 espectadores, en 19 pantallas; solo superada por "Deadpool 2" (1.152 espectadores). Se convirtió en el mejor estreno de la fecha, ante "El Ritual" (3° con 305), "La Gran aventura de Gamba" (6° con 41) y "Tully" (7° con 39). Acumuló en sus primeros días 959 espectadores sumando las funciones de preestreno, en Cinemark de Asunción, el martes 29, y en Cines D Shopping Coronel Oviedo, con dos presentaciones, el miércoles 30. La película totalizó 10.037 espectadores durante 4 semanas en la cartelera paraguaya.
"La Redención" celebró su estreno internacional a través del 13.º Festival de Cinema Latino-Americano de São Paulo (Brasil), dentro de la competencia "Contemporáneos", con dos funciones, el 27 de julio en el Instituto CPFL, y el 31 de julio en Cinesesc; además con la presencia de su director Hérib Godoy. El portal de cine Adoro Cinema le dedicó una reseña.
La película también debutó en Melbourne (Australia), el 11 de julio de 2018, en el 14th Latin American Film Festival.

## Ficha artística
Protagonistas: Juan Carlos Notari, Lali González.
Elenco 1991: Ramón Del Río, Emilio Barreto, Miriam Notari, Lucas Godoy, Silvia Villalba, Carlos Balmoriz, Víctor Mujica, Marlene Quiñonez, Gladys Ramírez, Máximo Florentín, Marcos Varela, Álvaro Benítez, Miguel González.
Elenco 1933: José Barrios, Aníbal Ortiz, Blas Filártiga, Mauro Acosta, Sergio Cardozo, Fidel Fariña, Estanislao Brítez, Juan Ubaldo Godoy, Rolando Sanabria.

## Ficha Técnica
Dirección: Hérib Godoy.
Guión: Néstor Amarilla Ojeda.
Producción General: Aline Moscato.
Producción Comercial: Felipe Ramírez.
Producción Ejecutiva: Marcelo Torcida, Enrique Hellmers.
Dirección de Fotografía: Oscar Ayala Paciello.
 1er. Asistente de Cámara: Armando Aquino.
2do. Asistente de Cámara: Romel Caballero.
Asistencia de Dirección: Liz Haedo.
Asistencia de Producción: Shajar Romero, Teresa Cárdenas, Diana Giménez, Romina Escandriolo, Biki Cardozo.
Dirección de Arte: Tuyupucú Producciones.
Vestuario: Marcela Díaz.
Sonido Directo: 1120 Estudio.
Jefe de Sonido: Enzo Romero.
Microfonista: Sandra Burgos.
Gaffer: Richard Figueredo.
Grip: Luis Aveiro.
Eléctricos: Sergio Giménez, Cristian Acosta, Alex Sandoval.
Cáterin: Deco, Dulce Anita.
Transporte y Logística: Rolando Sanabria.
Detrás de Cámaras: Francesco Filipponi.
Empresas productoras y patrocinantes: Una producción de Tuyupucú Producciones en coproducción con Anima Films. Presentada por: Gobernación del V Departamento Caaguazú y Municipalidad de Coronel Oviedo. Con el apoyo de: Touring y Automóvil Club Paraguayo, Centro Cultural Gymmart, Centro Hotel, Dulce Anita, Don Gato S.A., Agua Mineral Natural San Antonio.

## Banda musical
Música original
- "Un pelotón de humanidad"

Letra y música: Néstor Amarilla Ojeda
Arreglos: Purahei Soul
Violín: Juanchi Álvarez
Arpa: Juanjo Corbalan
Guitarra: Miguel Narvaez
Percusión: Edu Benitez
Interpretación: Purahei Soul
Miguel Narvaez
Jennifer Hicks
- "Voy gritando"

Intérprete: Luis Alberto del Paraná y Los Paraguayos
Letra y música: Luis Alberto del Paraná
Sello Bluecaps
- "Mi guitarra y mi voz"

Intérprete: Luis Alberto del Paraná y Los Paraguayos
Letra y música: Luis Alberto del Paraná y Julio Jara
Sello Bluecaps
- "13 Tuyuti"

Intérprete: Juan Carlos Oviedo y los Hermanos Acuña
Letra: Emiliano R. Fernández
Música: Ramón Vargas Colmán
Sello The Song